# Robert Käslin

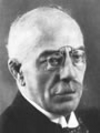
Robert Käslin

Robert Käslin (Aarau, 14 november 1871 - Bern, 3 juli 1934) was een Zwitsers jurist en politicus.
Käslin was de zoon van een dirigent, koorleider en componist. Hij volgde onderwijs aan de kantonschool in Aarau en studeerde rechten in Bern, München, Heidelberg en Dijon. Hij vestigde zich daarna als advocaat in Aarau. Hij was redacteur van het Aargauers Tagblatts en van 1900 tot 1902 gerechtsschrijver in Baden. Van 1902 tot 1911 was hij secretaris, daarna adjunct op het Departement van Justitie en Politie. Van 1912 tot 1917 was hij secretaris van de tweede commissie van experts voor het verbeteren van het Wetboek van Strafrecht.
Käslin ging in 1914 voor de afdeling Politie van het Departement van Justitie werken, in 1918 werd hij beheerder van de afdeling Politie van het Departement van Justitie en Politie.
Käslin werd in 1919 vicekanselier onder Adolf von Steiger.
Käslin werd in maart 1925 tot bondskanselier gekozen. Hij bleef bondskanselier tot april 1934, toen hij om gezondheidsredenen aftrad. Hij zette zich in voor volledige openbaarheid van de gang van zaken op de bondskanselarij en hield met regelmaat persconferenties.
Robert Käslin overleed drie maanden na zijn aftreden op 72-jarige leeftijd aan een longontsteking.